# Liparetrus ovipennis
Liparetrus ovipennis är en skalbaggsart som beskrevs av Britton 1980. Liparetrus ovipennis ingår i släktet Liparetrus och familjen Melolonthidae. Inga underarter finns listade i Catalogue of Life.